# Шеј Гивен
Шеј Гивен (енгл. Shay Given; Лифорд, 20. април 1976) je ирски бивши фудбалски голман.
Сматра се једним од највећих ирских голмана свих времена. Са 134 утакмице, други је играч Републике Ирске по броју утакмица.

## Каријера
Гивен је започео своју каријеру у Селтику, међутим никада се није појавио у првом тиму. После споразумног раскида уговора са Селтиком, потписао је за Блекберн роверсе у слободном трансферу 1994. Гивен је био део тима Сандерланда који је освојио титулу у Првој дивизији Фудбалске лиге 1995–96 и тим Свиндон Тауна који је исте сезоне освојио титулу Друге лиге Фудбалске лиге, док је био на позајмици из Блекбурна. Потписао га је са Њукасл јунајтедом 1997. за хонорар од 2,5 милиона фунти, и тамо је почео да се такмичи за првог голмана Премијер лиге. Гивен је био део тимова који су били вицешампиони у кампањама ФА купа 1998. и 1999. и именован је у тим сезоне Премијер лиге за сезоне 2001–02 и 2005–06. Играо је у УЕФА Лиги шампиона и Купу УЕФА са Њукаслом, а учествовао је у клупском изазову за титулу 2001–02. Иако је поднео захтев за трансфер током кампање 2000–01 након што је изгубио позицију у стартној постави, он је одбијен, а Гивен је вратио своје место.
Дана 1. фебруара 2009. Гивен је прешао у Манчестер Сити за 6 милиона фунти на основу уговора на четири и по године. Док је Гивен био у Манчестер Ситију, клуб се квалификовао за УЕФА Лигу шампиона по први пут у својој историји након што је завршио трећи у Премијер лиги, као и освојио ФА куп, иако се није појавио у лиги у кампањи која је Сити је стигао до Лиге шампиона, нити је играо у ФА купу. 18. јула 2011. придружио се Астон Вили за хонорар за који се верује да је око 3,5 милиона фунти, потписавши петогодишњи уговор. Гивен се придружио Стоук Ситију у јулу 2015. и остао у клубу две сезоне.
Пошто је премашио укупно 100 наступа потребних за чланство, он је део ФИФА сентури клуба. Гивен је добио своју прву међународну утакмицу 1996. и играо је на голу током сваког меча за своју земљу током кампање за Светско првенство у фудбалу 2002. године помажући им да дођу до нокаут фазе. Касније је био на терену у Паризу када је Француска избацила Републику Ирску из плеј-офа за место на Светском првенству 2010. пре него што је помогао свом тиму да се квалификује за УЕФА Еуро 2012. С обзиром да је играо на УЕФА Евро 2012, и је изабран у тим од 23 играча Мартина О'Нила за УЕФА Еуро 2016, али се није појавио ни у једном од четири меча Ирске на турниру. Гивен је други играч Републике Ирске (после Робија Кина). Најавио је међународно пензионисање у јулу 2016. године, сакупивши 134 утакмице за своју земљу и задржао 52 гола.